# Pseudotryssaturus dapsilus
Pseudotryssaturus dapsilus är en kvalsterart som beskrevs av Cook 1983. Pseudotryssaturus dapsilus ingår i släktet Pseudotryssaturus och familjen Aturidae. Inga underarter finns listade i Catalogue of Life.